# Grójec Wielki (SIMC 0722503)
Grójec Wielki – osada leśna w Polsce, położona w województwie łódzkim, w powiecie sieradzkim, w gminie Złoczew. Miejscowość wchodzi w skład sołectwa Grójec Wielki.
W latach 1975–1998 miejscowość administracyjnie należała do województwa sieradzkiego.
Grójec Wielki (identyfikator SIMC 0722503) jest jedną w dwóch osad leśnych w tej gminie. Drugą osadą leśną jest Grójec Wielki (identyfikator SIMC 0722510). Dodatkowo w tej samej gminie istnieje wieś o nazwie Grójec Wielki (identyfikator SIMC 0722489).